# Luchente
Luchente (oficialmente y en valenciano Llutxent) es un municipio de la Comunidad Valenciana, España. Perteneciente a la provincia de Valencia, en la comarca del Valle de Albaida. Cuenta con una población de 2335 habitantes (INE 2024).

## Geografía

Localización de Luchente en la comarca del Valle de Albaida

Ocupa la mayor parte del noreste del valle de Albaida, en una zona de transición hacia la cuenca de la Safor, a donde se dirigen la mayor parte de sus aguas.
El relieve lo constituye una cuenca de materiales eocénicos y miocénicos, en forma de arco abierto hacia el suroeste. Por el norte y este se suceden una serie de pliegues montañosos ibéricos, orientados de noroeste a sureste, en los que predominan los materiales calizos del cretáceo. En la parte septentrional penetran las últimas estribaciones de la sierra del Buscarró, de donde baja el río de Pinet, con alturas como Escollán (494 m), Loma Larga (463 m) y Moyal Bon (451 m). En la parte oriental se levanta la Sierra Marchuquera, cuya máxima altura en este término es el Puig-Agut', de 593 m.
La pedregosa cuenca de unos 300 m de altitud está atravesada de norte a sur por el río de Pinet, que primitivamente debió enviar sus aguas al río Albaida, pero fue capturado en épocas más recientes por el río Vernisa. Los barrancos de la parte occidental vierten todavía hacia el Albaida (Angolecha, Ambelló y Miñana).
Desde Valencia, se accede a esta localidad a través de la A-7 para enlazar con la N-340 y finalizar en la CV-610.
El término municipal de Luchente limita con los municipios de Ador, Almiserat, Ayelo de Rugat, Benicolet, Castellón de Rugat, Cuatretonda, Gandía, Pinet, Puebla del Duc y Rótova; todos ellas de la provincia de Valencia.

## Naturaleza
- Paraje natural El Surar. Es la reserva de alcornoques más meridional de la Comunidad Valenciana. Incluye los puntos más altos del término municipal: l'Alt de la Lletrera i els Miradors. También incluye una reserva de anfibios llamada la Bassa del Surar y otros puntos de interés como son El cap de l'Ase, la Barraqueta de Pedra y distintas cuevas y simas.[6]
- El Puig-Agut. Es uno de los puntos más elevado de la población con vistas a la comarca de la Safor.[7]
- Pla dels Arenals. Un paraje con vistas panorámicas y con multitud de sendas.
- Penya Llarga. Se trata de un monte con relieve diagonal con vistas del término municipal y algunas arboledas.
- Cuco del Frare. Cuando el río Pinet baja lleno de agua se forma un salto de agua que termina formando una charca natural.
- Cava de l'Esbarzer. Es una cava con aguas cristalinas y naturales.
- El Rafal. Es una fuente natural que incluye una piscina. Este territorio fue uno de los primeros asentamientos en el municipio en forma de alquería por su proximidad al castillo del xio.

## Historia
Su nombre viene del Latín y significa que hubo población romana en el pasado. Pagu Lucianu concretamente. Igualmente no solo encontramos este nombre en Luchente, ya que muchos yacimientos como las partidas de Vivella tienen este topónimo.
El origen de Luchente es anterior a la conquista de Jaime I, quien la repobló con 24 cristianos viejos de su propio ejército en 1255 y dejó a los habitantes nativos vivir allí, ejerciendo el señorío sobre ella Pedro Fernández de Híjar, hijo natural del rey.
Después de la última sublevación de Al-Azraq, y muerto ya este caudillo musulmán, los moros continuaron revueltos y pidieron ayuda a los reinos del sur, de donde llegaron fuerzas que saquearon la población. Los cristianos enviaron tropas, pero sufrieron una fuerte derrota. En la batalla murió García Ortiz de Azagra, hijo de Bernardo Guillermo de Entenza, y fueron hechos prisioneros el Maestre del Temple y varios religiosos.
En 1278, Pedro III el Grande constituyó la baronía de Luchente otorgándosela a Juan de Prócida. En 1349, Pedro el Ceremonioso, por 2000 sueldos valencianos, empeñó este pueblo, junto con el de Almenara, a Olfo de Próxita. Posteriormente perteneció a los siguientes señores: en 1478 a Pedro Maza de Lizana, más tarde a Ramón Lladró, señor de Castalla, y en 1574 se hizo cargo ella Pedro Maza Lladró, marqués de Terranova, primer duque de Mandas, títulos que luego se incorporaron al marquesado de Dos Aguas.
Al hablar de la historia de Luchente, es necesario informar sobre los Sagrados Corporales de Luchente. Esto es un milagro ocurrido en mitad de las guerras de cristianos contra moros. En una de estas reyertas se ordenó una eucaristía, momentos que los musulmanes aprovecharon para asaltar el campamento. El padre que ofició la misa, padre Mateo Martínez, dobló el lienzo que contenía las hostias consagradas y lo guardo debajo de una roca hasta haber finalizado el asalto. Una vez acabado este, el sacerdote continuo la homilía y al sacar el cuerpo de Cristo hecho pan, vio que estaban llenas de sangre lo que se entendió como un milagro. Por esta historia se celebran la fiesta de Moros y Cristianos donde el eje central es este suceso, el Milagro de los Corporales.
En 1520, Luchente fue atacado por tropas de los agermanados, resistiendo los vecinos hasta que las tropas del virrey los obligaron a replegarse hacia Játiva.
Posteriormente, durante la guerra de la Independencia española, los frailes dominicos organizaron compañías de tiradores voluntarios con mozos de otros pueblos vecinos. Al entrar los franceses en Luchente hicieron desalojar el convento, y lo ocuparon apoderándose de cuanto en él hallaron, dejándolo muy destrozado al evacuarlo.
También durante las guerras carlistas del siglo XIX sufrió las consecuencias de la contienda, ya que en la última, los carlistas quemaron el registro civil, rompieron la lápida de la constitución, apalearon a los liberales y se llevaron armas y dinero.

## Demografía
Luchente cuenta con una población de 2335 habitantes (INE 2024).
| Gráfica de evolución demográfica de Luchente entre 1842 y 2021 |
| |
| Población de derecho según los censos de población del INE Población de hecho según los censos de población del INEEn 1857 disminuye el término del municipio porque independiza a Pinet |

## Administración y política
| Periodo   | Nombre                         | Partido             |
| --------- | ------------------------------ | ------------------- |
| 1979-1983 | Honorio Estornell Canet        | PCE                 |
| 1983-1987 | Honorio Estornell Canet        | IU                  |
| 1987-1991 | Honorio Estornell Canet        | IU                  |
| 1991-1995 | Jeanette Segarra Sales         | PSPV-PSOE           |
| 1995-1999 | Jeanette Segarra Sales         | PSPV-PSOE           |
| 1999-2003 | Jeanette Segarra Sales         | PSPV-PSOE           |
| 2003-2007 | José Miguel Aranda Orts        | PP                  |
| 2007-2011 | José Miguel Aranda Orts        | PP                  |
| 2011-2015 | José Miguel Aranda Orts        | PP                  |
| 2015-2019 | Pep Estornell Català           | Unitat per Llutxent |
| 2019-2023 | María del Rosario Boscà Aranda | Unitat Per Llutxent |
| 2023-act. | María del Rosario Boscà Aranda | Unitat Per Llutxent |

## Patrimonio
- Iglesia de la Asunción de Nuestra Señora.[13] Está dedicada a la Asunción de Nuestra Señora y fue edificada sobre las ruinas de otra anterior, ocurriendo lo mismo con el campanario, al que se le dio mayor altura en su reconstrucción. Su construcción esta fechada a mediados del siglo XIX, sustituyendo la antigua iglesia gótica en ruinas. La iglesia tiene los rasgos característicos del estilo clásico, planta de cruz latina, con nave central y dos laterales y una majestuosa cúpula de media esfera sobre pechinas. En el centro de la cúpula hay una imagen de un ángel bajando los Sagrados Corporales. El altar mayor tiene un retablo en forma de templete con columnas corintias y presidiendo la imagen de la Mare de Deu de l'Assumpició. El campanario está fechado en 1925 y fue sufragado por los vecinos. El templo parroquial fue parcialmente restaurado tras los desperfectos que sufrió durante la Guerra Civil en Llutxent en 1936-1939. Conserva diversas piezas e imágenes de gran valor histórico y artístico:
  - Icono de la Santa Faz.
  - Cristo del Consuelo.
  - Virgen de la Aurora.
  - Nuestra Señora Dolorosa.
  - Nuestro Padre Jesús Nazareno.
  - Santo Sepulcro.
  - Purísima Concepción.
  - El Corazón de Jesús.
  - Jesús resucitado.
  - Santa Ana y San Joaquín.
  - San José.
  - San Antonio Abad.
  - Cruz procesional de plata del siglo XVI.
  - Cálices, reliquiarios y objetos propios de la liturgia.
- Monasterio del Corpus Christi. En el Monte Santo se levantó una ermita en 1355 en conmemoración al llamado milagro de los Corporales. Esta ermita fue sustituida más tarde por un espacioso templo que Ulfo de Prócida, señor del pueblo, donó en el siglo XV a la Orden de Predicadores para que fundaran junto a él un monasterio. Los padres dominicos residieron en él hasta su exclaustración y tuvieron a su cargo dicha iglesia.[14]
- Basílica del Corpus Christi. Pegada al convento y con acceso desde fuera, se encuentra un templo de estilo gótico del Mediterráneo, con un pasillo grande y dos capillas en el centro de este. Es en la parte central donde se abre una de las dos capillas, la más cercana al presbítero y que es la capilla de la Santa Faz. En 1982 se nombró monumento nacional.[15]
- El Surar. Es un parque natural que cuenta con una superficie de 837,81 hectáreas y que une los pueblos de Pinedo y Luchente y que fue declarado en 2005 como “Paraje Natural Municipal”. En él se pueden encontrar muchas Encinas, que da nombre al bosque.[16]
- Ermita de Nuestra Señora de la Consolación. Mandada construir por Gabriel Serra y su esposa Paula Rius en 1772, sustituyendo a una capillita de San Cosme y San Damián.
- Castillo-palacio de Luchente
- Castillo de Xio Fue abandonado después de la expulsión de los moriscos. Mantiene todavía una estampa majestuosa, pero sus ruinas necesitan intervención.
- La costa. Camino empedrado hecho en 1580 que unió el convento con la parroquia el cual se utilizaba en las romerías. Actualmente alberga las 14 estaciones del Vía crucis.
- Cruz de la Subida de la Costa.
- Cruz de Término de Luchente.
- La Fuente situada en la plaza de Indalecio Ribelles, contruïda en honor al alcalde que trajo el agua al pueblo en 1911.
- Hornos de Yeso (conocidos como Forns de Calç) que junto a diversas barracas de piedra esparcidas por el término municipal formando la ruta dels "Forns de Calç" nos recuerdan el pasado calcinero del pueblo.
- Barraquetas. Se tratan de construcciones centenarias hechas de piedra seca que se utilizaban para cubrir a los pastores para cubrirse de la lluvia.[17]

## Fiestas
- Fiestas patronales y de Moros y Cristianos.[18] Se trata de una de las fiestas más antiguas de Moros y Cristianos, con documentos que se remontan hasta 1812. Se celebran el último fin de semana de abril conjuntamente en honor a la Santa Faz del Señor (patrona del municipio), al Santísimo Cristo del Consuelo y a la Divina Aurora (patrona de la Juventud). Las fiestas patronales suponen para Llutxent el mayor acontecimiento anual y en ellas se ven involucrados todo el pueblo. 
  - Los representantes y protagonistas de las fiestas son los Festeros de la Divina Aurora (también llamados "Festers Fadrins"), cargo que ostenta la "Quinta" que durante el año cumple los 18 años y pasa a la mayoría de edad. Cada año los representantes de la juventud se organizan en forma de comisión de fiestas y se elige por sorteo a una Reina de las fiestas y a un Presidente de las fiestas junto a una Junta de las fiestas formada generalmente por seis miembros: (la reina de fiestas, el presidente de las fiestas, una secretaria, un secretario, una tesorera y un tesorero). La comisión se encarga junto al Ayuntamiento de la organización de las fiestas y de otros actos a lo largo del año: la festividad de Santo Domingo, o un campeonato de fútbol. Durante las fiestas el acto más importante es la Presentació de los festeros ante todo el pueblo.
  - Por otra parte los Moros y Cristianos conmemoran la reconquista de la villa por las tropas cristianas así como la Batalla del Chio del 7 de julio de 1276. Además el eje central de la fiesta es el Milagro de los Corporales, milagro eucarístico que aconteció el 24 de febrero de 1239 y alrededor del cual gira toda la historia, fundación y religiosidad de la villa de Luchente. Los moros y los cristianos se dividen en "filas" pertenecientes al bando Moro y al Cristiano y están organizadas bajo una misma asociación, la Germocril, (Germandat de Moros y Cristians de Llutxent). Cada año, una de ellas tiene la oportunidad de ostentar el cargo de la Capitanía, donde la filà elige a su máximo representante como capitán. El acto más importante y sin duda el más multitudinario de las fiestas es la "Entrà", un vistoso desfile donde las "filàs" lucen su mejores galas y pasean sus tropas por la villa. Además destacan las dos "Embajadas" que conmemoran las distintas batallas que tuvieron lugar en Llutxent. El domingo se representa la conquista de los moros a los cristianos y el lunes se representa la "embaixà" de los cristianos a los moros.
  - Las fiestas se combinan con actos religiosos como son las procesiones y las misas en honor a los santos patrones, con verbenas, actos para niños, actos folclóricos, medievales y culturales.
- Fiesta de los Sagrados Corporales.[19] Esta fiesta se celebra anualmente el 24 de febrero y es organizada por la "Germandat del Sagrats Corporals". Se conmemora el gran acontecimiento eucarístico e histórico de 24 de febrero de 1239. Durante ese día es tradicional subir al Monasterio del Corpus Christi a pasar el día en el que además se celebra una multitudinaria feria (o porrat). Se celebra una gran solemne misa que acoge a peregrinos de Daroca, Carboneras de Guadazaón, vecinos de la Vall d'Albaida y de las comarcas vecinas de La Valldigna, La costera y La Safor. También diversos grupos de peregrinos suelen iniciar este día la histórica Ruta de los Sagrados Corporales. Tras la misa se expone el santísimo y por la tarde se baja hasta el pueblo en solemne procesión eucarística con la presencia de peregrinos y los niños y niñas de la primera comunión. Ya en el pueblo la procesión recorre el casco antiguo acompañada de la Unión Musical de Llutxent al son de la marcha "Triunfal" hasta la parroquia de la Asunción de Nuestra Señora donde se bendice y se reserva al santísimo y se venera la reliquia del Beato José Aparicio Sanz, fundador de dicha Jornada Eucarística. Durante los días previos a dicha fiesta se celebra un solemne triduo eucarístico y diversas actividades organizadas por la Hermandad.
- Fiesta de Santo Domingo de Guzmán. Se celebra el 4 de agosto con una celebración religiosa y procesión en honor a Santo Domingo de Guzmán en el Monasterio del Corpus Christi, fundador de la orden de predicadores que se asentó en el este convento. Además durante el día se celebra una tradicional feria en el entorno de mismo monasterio. Aunque la presencia de dicha congregación religiosa es ya nula en la población, dejaron una gran huella en la población, de ahí a que el nombre típico de la mayoría de los varones mayores de la población haya sido el de Domingo. Además durante la noche anterior del 3 de agosto se celebra una cena popular organizada por los festeros acompañada de una verbena.
- Fiesta de la Virgen de la Consolación. 8 de septiembre. La tradición indica subir hasta la ermita de la Consolación donde se celebra misa y donde es tradicional visitar el camarín de la virgen y realizarle ofrendas. Es muy común encontrar en el camarín, manos, pies o diversas partes del cuerpo hechas de cera, para pedir la curación a la virgen. Además también se tiene la habitual presencia de un pequeño mercado de turrón de els turroners de Castelló de Rugat.
- Semana Santa y Pascua. 
  - La Cuaresma empieza en Llutxent con el tradicional Miércoles de Ceniza. La tradición luchentina ha sido la de llevar a las santas imágenes que procesionan, a las casas de los fieles, hermanos o cofrades para que se preparen a las imágenes y sus andas para realizar su estación de penitencia.
  - Durante la semana de pasión se traslada al Cristo del Consuelo a casa de un cofrade y allí se venera hasta el Domingo de Ramos, en el inicio de la Semana Santa, que es devuelto en romería de ramos hasta la parroquia.
  - Durante la noche del Lunes Santo el resto de imágenes son trasladadas a casa de los cofrades donde se veneran durante toda la semana: Nuestro Padre Jesús Nazareno, Nuestra Señora Dolorosa y el Santo Sepulcro.
  - Durante el Martes Santo se celebra la penitencial en la iglesia.
  - En la tarde del Jueves Santo se celebra la misa vespertina de la cena del señor, inicio del Triduo Pascual, donde se celebra el lavatorio de pies y una procesión con el santísimo hasta la capilla del sagrario, donde se venera durante toda la noche en solemne adoración eucarística y hora santa.
  - Durante el Viernes Santo se celebra un Vía crucis por la mañana en la "Costa", calvario que sube hasta el convento. Por la tarde se celebran los santos oficios y la procesión general con todas las imágenes.
  - En el Sábado Santo se celebra la solemne vigilia pascual.
  - En el Domingo de Resurrección se celebra la procesión del encuentro al final de la calle José Aparicio, entre la imagen del resucitado y la dolorosa que va cubierta con un manto. Durante este día es tradicional comer Mona de Pascua en los alrededores del Monasterio del Corpus Christi, al igual que el Lunes de Pascua, así como el día de San Vicente, que es como un día más de Pascua.
  - En el domingo de la fiesta de la Ascensión de Jesús se celebran tradicionalmente las primeras comuniones de los niños y niñas que cumplen 9 años durante el presente año.
  - También en fechas cercanas a la fiesta de Pentecostés se celebran las confirmaciones de la juventud de la parroquia.
  - El domingo del Corpus Christi se celebra misa mayor con la presencia de los niños de comunión y por la tarde se celebra una solemne procesión con el santísimo en el cual hay cinco altares por el recorrido procesional.
- Fiestas de Navidad y Año nuevo. Durante estos días es tradicional las multitudinarias cenas y comidas familiares. La tradición en estas comidas es que los mayores den dinero a los más jóvenes como regalo llamado "les estrenes". El día de Nochevieja se celebran las campanadas en la plaza Mayor. El día 1 de enero se recibe al mensajero real enviado por los Reyes Magos que llega por la "costa del convent". Finalmente, en la noche de reyes del 5 de enero se recibe a los Reyes Magos que llegan en triunfal cabalgata a repartir los regalos a los niños.
- Fiesta de la Asunción de Nuestra señora. 15 de agosto. Día de la patrona de la parroquia.
- Santa Cecilia. Se celebra durante todo el fin de semana más cercano al 22 de noviembre. Es organizado por la Unión Musical de Llutxent y celebran estos días en honor a su patrona donde celebran sus efemérides y dan la bienvenida a los nuevos miembros.
- Fiesta de la Inmaculada Concepción. 8 de diciembre. Es tradicional que las festeras acudan a misa a celebrar la festividad de su patrona.
- Fiesta de la Aparición de la Cruz. 6 de julio. Se celebra una misa y adoración eucarística en el monasterio. En esta fecha se conmemora la milagrosa aparición de una cruz de luz sobre el monte santo, indicando el lugar donde sucedió el milagro de los Sagrados Corporales y el lugar donde se levantaría el monasterio.
- Fiesta a San Antonio Abad. Se celebra un fin de semana de enero o de febrero. Se realiza una hoguera en la plaza Mayor en la noche del sábado. Durante el domingo hay paseos con caballos por todo el pueblo. Tras la misa en honor al patrón de los animales, se traslada a la imagen en carro de caballos hasta la calle de San Antón donde se bendice a los animales domésticos y se da un pan bendecido.
- Fiesta de la Candelaria. 2 de febrero. Presentación en el templo parroquial de los niños y niñas bautizados durante el último año en el cual se enciende una tradicional vela o candela.
- Fiesta de San Blas. 3 de febrero. Tradicional Bendición de los alimentos ante el santo, para curar y prevenir las enfermedades de garganta.[20]

## Tradiciones
- Romería de los Sagrados Corporales. Peregrinación religiosa que rememora el viaje de los Sagrados Corporales en 1239, desde Llutxent hasta Daroca. Está considerada como la primera procesión eucarística debido al traslado de la reliquia entre estos dos municipios.[21]
- Festival Internacional de Música Classica de la Vila de Llutxent. Festival anual de música que se celebra en el claustro del monasterio. Estos conciertos han acogido a grandes artistas como Montserrat Caballé y a grandes orquestas y coros de renombre internacional.[22]
- Els fanalets. Durante el verano se celebra la fiesta de los "Fanalets" donde los niños vacían una sandía y la decoran con dibujos y formas. Además, se le añaden diversos agujeros para poner una vela. Durante la noche, los niños se pasean por el pueblo con los "fanalets" que han elaborado, encendidos con una vela.

## Gastronomía
La cocina típica luchentina se basa en la cocina típica mediterránea, es decir, incluye como ingrediente principal el arroz en multitud de platos: la paella, cassola o arroz al horno, arrós caldós amb fesols y naps. En honor al arrós caldos se celebra anualmente en el mes de octubre el Concurso de Arros Caldós de Llutxent en el claustro del convento, en el que participan restaurantes de la toda comunidad valenciana en la categoría profesional y diversos grupos de vecinos en la categoría popular.
Los dulces también forman parte de la gastronomía luchentina coincidiendo con diferentes festividades: la fabiola, el bescuit, els pastissets de aguardiente y sagi, bollos, farinetes y miques y las cocas de maíz o dacsa, las de San Matias o las de tomate y pebre de Santo Domingo.